# Танагра
Та́награ (греч. Τάναγρα, лат. Tanagra) — деревня в Греции. Расположена на высоте 214 метров над уровнем моря, у подножья Парниса, на крутом левом берегу реки Асопоса (Асопа), в 59 километрах востоку от Левадии и в 42 километрах к северо-западу от центра Афин, площади Омониас. Входит в одноимённую общину (дим) в периферийной единице Беотии в периферии Центральной Греции. Население 702 жителя по переписи 2011 года.

## Старое имя
До 1915 года называлась Враци (Βράτσι). Название села до Первой мировой войны было славянского происхождения и совпадало с названием Враца. Монастырь Осиос-Лукас расположен в 10 км к югу от села по прямой линии от села. В болгарском городе скончался вселенский патриарх Иеремия I, восстановивший этот монастырь.
К северу от деревни проходит автострада 1 Пирей — Афины — Салоники — Эвзони, часть европейского маршрута E75.

## История

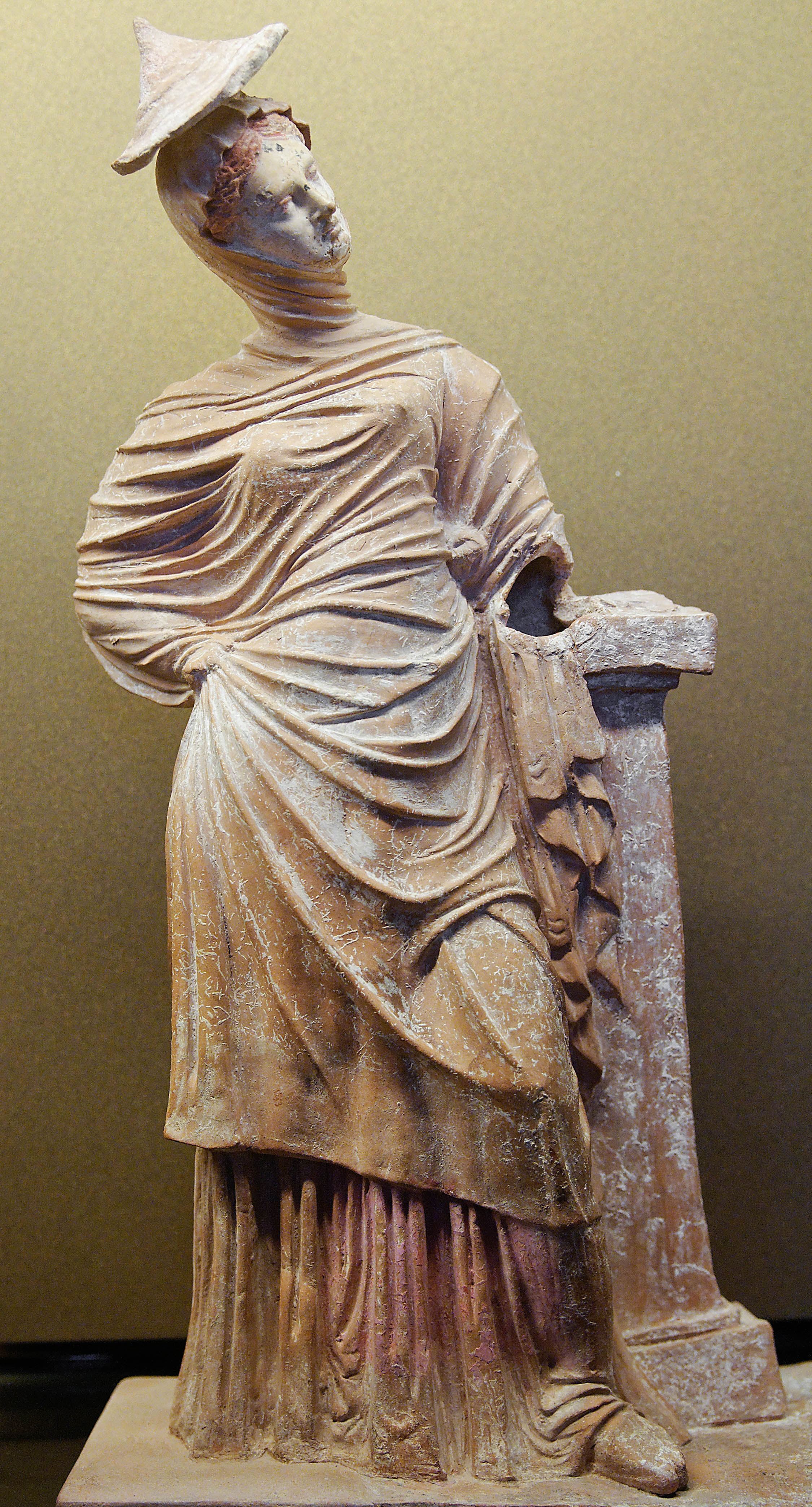
Женская танагрская статуэтка. Конец III—начало II века до н. э.

Древний город Танагра был значительным городом в Беотии и находился близ реки Термодонт (Θερμώδων), впадающей в Асопос, недалеко от Платей и Оропа. Славился своими танагрскими статуэтками.
По преданию, древнейшие жители Танагры, гефиреи, переселились в Беотию с Кадмом из Финикии, но позднее были покорены эолийскими беотянами, которые их эллинизировали. Население Танагры занималось промышленностью и торговлей, главным предметом продаж было вино.
На торговый характер жителей указывает встречающееся на монетах изображение Гермеса, который вместе с Аполлоном был покровителем города.
Вследствие близкого соседства с границей Аттики город не раз подвергался нападениям и опустошениям. Афиняне разрушили стены Танагры ещё до начала Пелопоннесской войны.
Так как в дальнейшей борьбе Танагра придерживалась нейтралитета, то она продолжала процветать и была значительным городом ещё во времена Страбона. Область занимала все восточное побережье Беотии от границ Аттики до Эврипа.

## Сообщество Танагра
В местное сообщество Танагра входит деревня Панайия. Население 1117 жителей по переписи 2011 года. Площадь 27,814 квадратных километров.
| Населённый пункт | Население (2011), человек |
| ---------------- | ------------------------- |
| Панайия          | 415                       |
| Танагра          | 702                       |

## Население
| Год  | Население, человек |
| ---- | ------------------ |
| 1991 | 813                |
| 2001 | 878                |
| 2011 | ↘ 702              |